# Pugnale ad elsa gammata

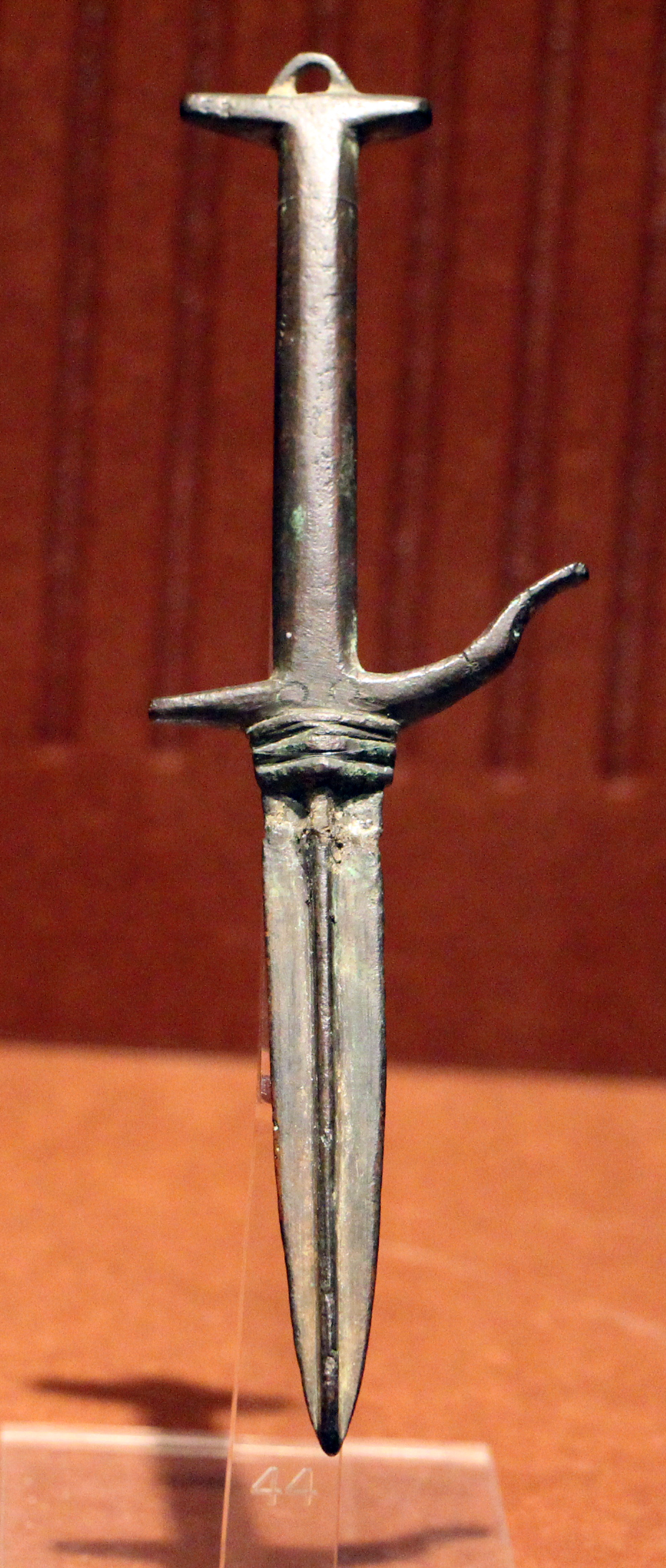
Pugnale ad elsa gammata

Il pugnale ad elsa gammata è una tipologia di pugnale in bronzo tipica della civiltà nuragica in Sardegna.
Deve il suo nome all'impugnatura a forma di gamma rovesciato. Utilizzati per i sacrifici animali, sono comuni presso i santuari nuragici.
Vengono datati alla prima età del ferro e sono spesso rappresentati nei bronzetti nuragici sul petto degli uomini; secondo alcuni studiosi fecero la loro comparsa già a partire dall'età del bronzo finale.
Era un'arma dal forte valore simbolico, un segno di appartenenza al corpo sociale.

## Galleria d'immagini

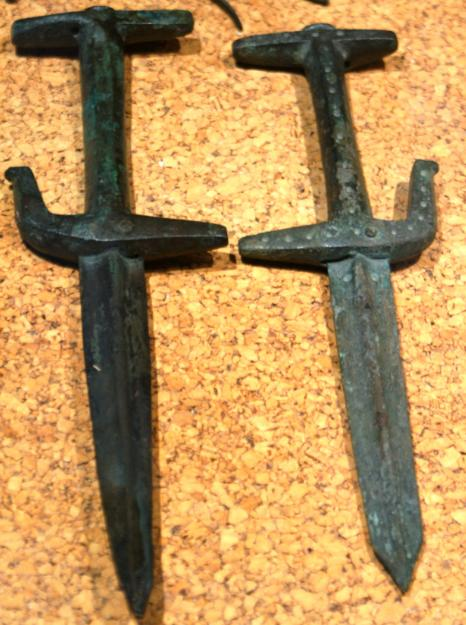
Pugnali ad elsa gammata da Su Benatzu, Santadi (Museo archeologico nazionale di Cagliari)
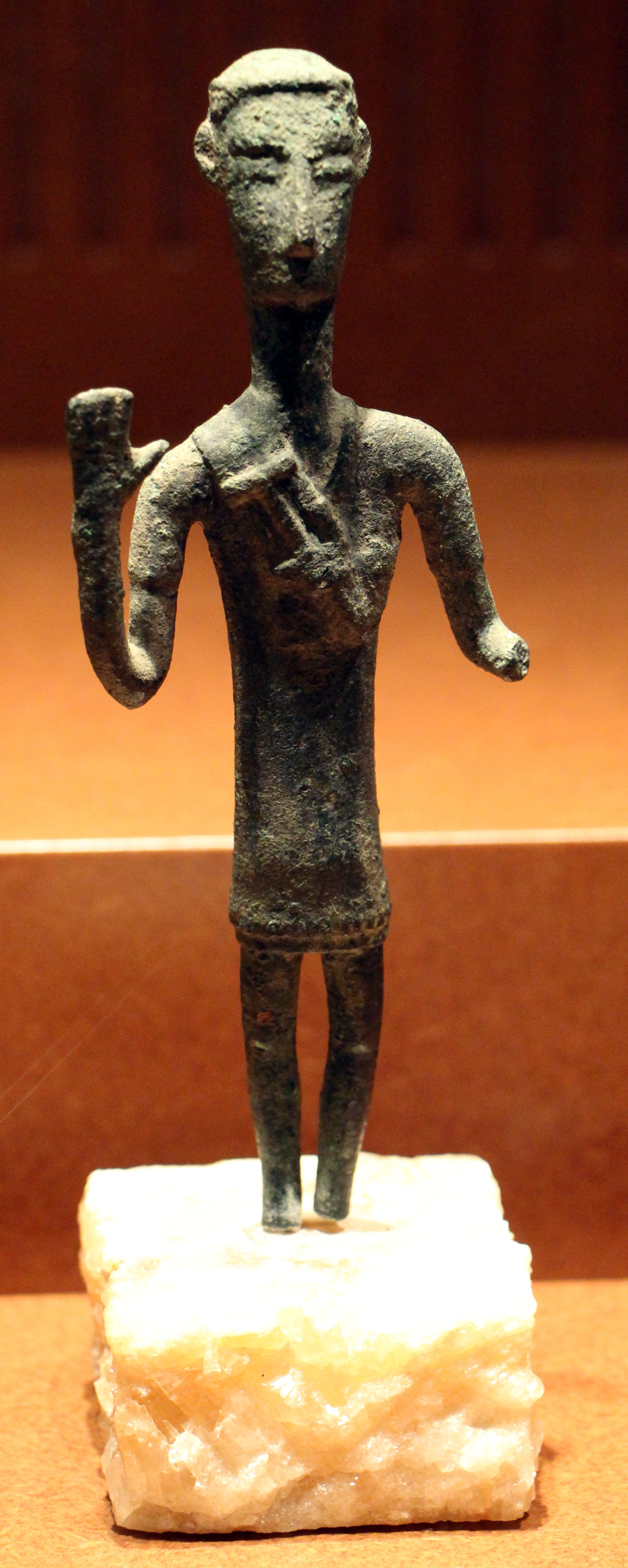
Bronzetto nuragico, capotribù o notabile con pugnale ad elsa gammata, da Fluminimaggiore, Antas
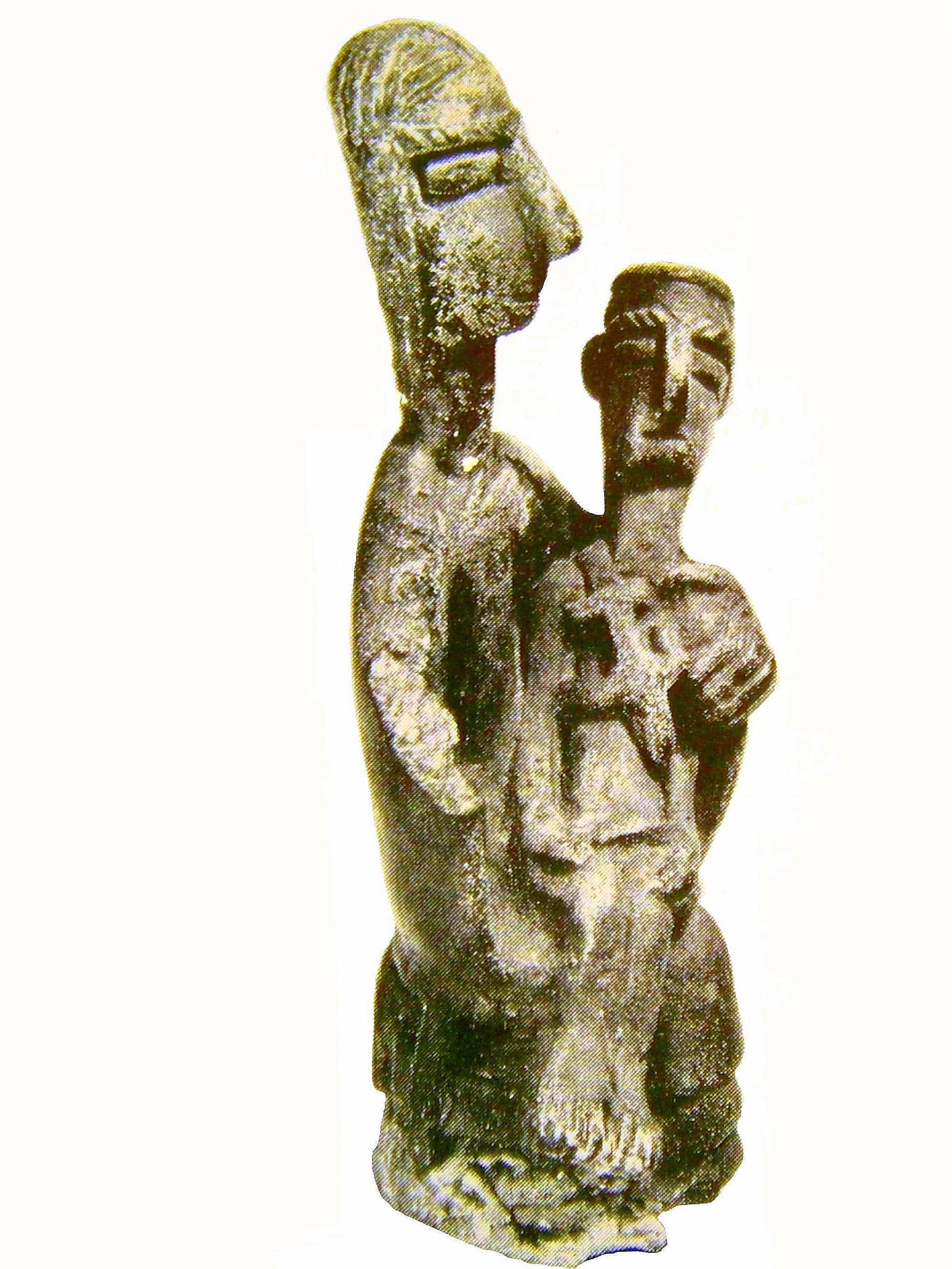
Bronzetto nuragico "la madre dell'ucciso" da Urzulei. Il soggetto maschile presenta un pugnale ad elsa gammata sul petto
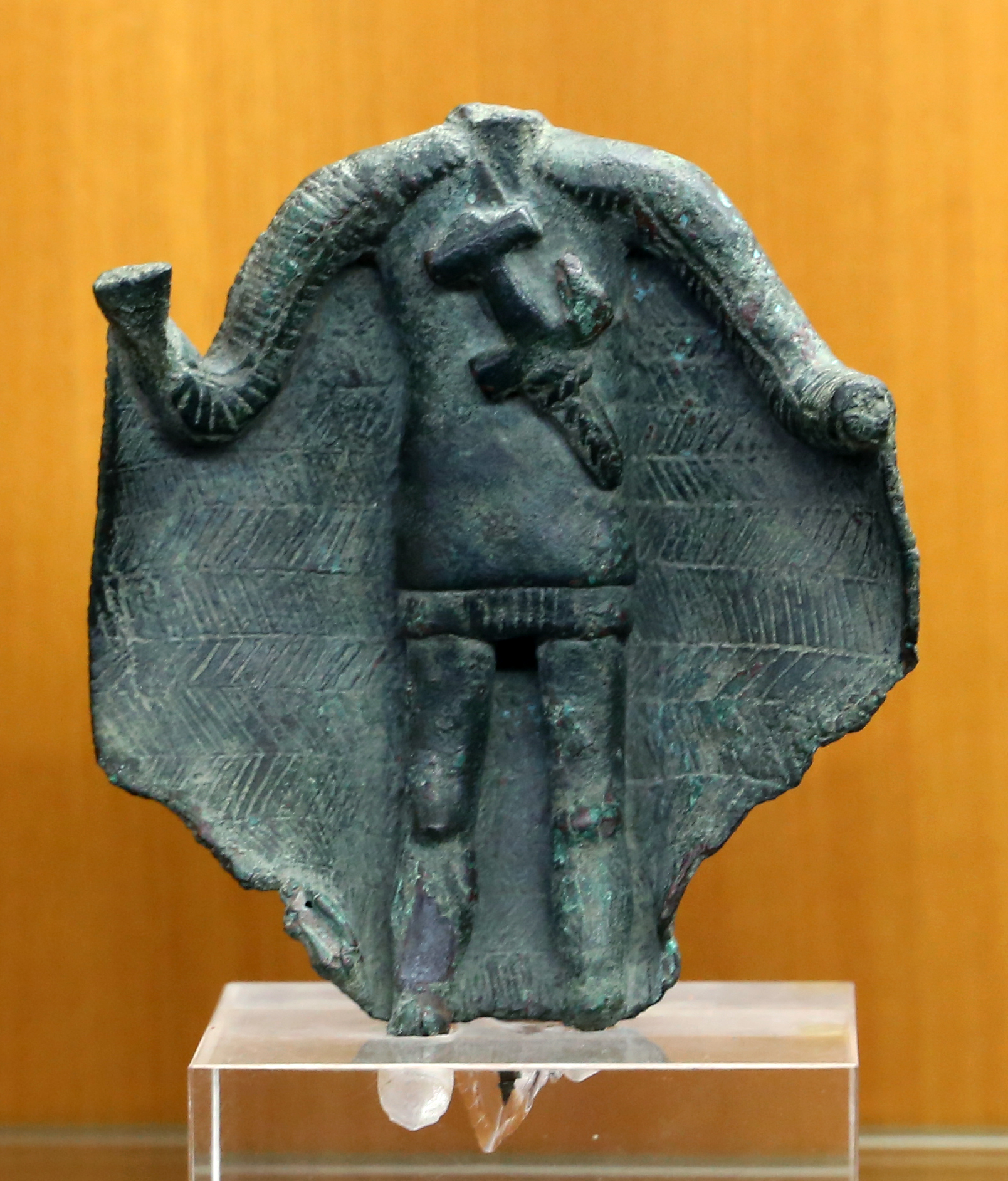
Bronzetto di figura di principe con pugnale ad elsa gammata sul petto, da S'Arrideli, Torralba